# Модель IS-LM

Модель IS-LM, або модель Хікса-Хансена, є двовимірним макроекономічним інструментом, який показує взаємозв'язок між процентними ставками та ринком активів (також відомим як реальний випуск на ринку товарів та послуг плюс грошовий ринок). Перетин кривих "інвестиції-заощадження" (IS) та "попит на ліквідність-грошова пропозиція" (LM) моделює "загальну рівновагу", де передбачається одночасне досягнення рівноваги як на ринку товарів, так і на ринку активів. Можливі дві еквівалентні інтерпретації: по-перше, модель IS-LM пояснює зміни в національному доході, коли рівень цін є фіксованим у короткостроковому періоді; по-друге, модель IS-LM показує, чому крива сукупного попиту може зміщуватися. Таким чином, цей інструмент використовується не лише для аналізу економічних коливань, але й для того, щоб запропонувати потенційні рівні для відповідної стабілізаційної політики.
Модель була розроблена Джоном Хіксом у 1937 році і пізніше була розширена Елвіном Хансеном як математичне представлення кейнсіанської макроекономічної теорії. З 1940-х до середини 1970-х років вона була провідною основою макроекономічного аналізу. Хоча з тих пір вона майже не використовується в макроекономічних дослідженнях, вона все ще є основним концептуальним вступним інструментом у багатьох підручниках з макроекономіки. Сама по собі модель IS-LM використовується для вивчення короткострокового періоду, коли ціни є фіксованими або липкими, а інфляція не береться до уваги. Але на практиці основна роль моделі полягає в тому, щоб пояснити модель AD-AS.
Хоча ця модель вважається недосконалою, вона розглядається як корисний педагогічний інструмент для розуміння питань, на які сьогодні макроекономісти намагаються відповісти за допомогою більш тонких підходів. Як така, вона включена до більшості підручників з макроекономіки для бакалаврів.

## Історія
Модель IS-LM була представлена на конференції Економетричного товариства, що проходила в Оксфорді у вересні 1936 року. Рой Харрод, Джон Р. Хікс та Джеймс Мід представили доповіді, що описували математичні моделі, які намагалися узагальнити "Загальну теорію зайнятості, відсотка та грошей" Джона Мейнарда Кейнса. Хікс, який бачив чернетку доповіді Харрода, винайшов модель IS-LM (спочатку використовуючи абревіатуру "LL", а не "LM"). Пізніше він представив її в роботі "Містер Кейнс і класики: Запропонована інтерпретація". Хікс та Елвін Хансен розвинули цю модель у 1930-х та на початку 1940-х років, Хансен розширив попередній внесок. Модель стала центральним інструментом макроекономічного викладання на багато десятиліть. З 1940-х до середини 1970-х років вона була провідною основою макроекономічного аналізу. Вона особливо добре підходила для ілюстрації дебатів 1960-х і 1970-х років між кейнсіанцями та монетаристами щодо того, яка політика - фіскальна чи монетарна - є найбільш ефективною для стабілізації економіки. Пізніше це питання відійшло на другий план і стало відігравати лише скромну роль в дискусіях про короткострокові коливання.
Модель IS-LM передбачає фіксований рівень цін і, відповідно, сама по собі не може бути використана для аналізу інфляції. Це не мало великого значення в 1950-х і на початку 1960-х років, коли інфляція не була важливою проблемою, але стало проблематичним зі зростанням рівня інфляції наприкінці 1960-х і в 1970-х роках, що призвело до розширення моделі і включення сукупної пропозиції в тій чи іншій формі, наприклад, у формі моделі AD-AS, яку можна розглядати як модель IS-LM з додаванням пропозиції, що пояснює зростання рівня цін.
Одним з основних припущень моделі IS-LM є те, що центральний банк таргетує пропозицію грошей. Однак фундаментальне переосмислення політики центрального банку відбулося на початку 1990-х років, коли центральні банки загалом змінили стратегію на таргетування інфляції, а не зростання грошей, і використовували правило процентної ставки для досягнення своєї мети. Оскільки центральні банки почали приділяти мало уваги пропозиції грошей при прийнятті рішень щодо своєї політики, ця особливість моделі ставала все більш нереалістичною і іноді заплутувала студентів. Девід Ромер у 2000 році запропонував замінити традиційну модель IS-LM на модель IS-MP, замінивши позитивно нахилену криву LM на горизонтальну криву MP (де MP означає "монетарна політика"). Він стверджував, що вона має низку переваг порівняно з традиційною моделлю IS-LM. Джон Б. Тейлор незалежно зробив аналогічну рекомендацію того ж року. Після 2000 року це призвело до різних модифікацій моделі в багатьох підручниках, замінивши традиційну криву LM та історію про те, що центральний банк впливає на рівень процентної ставки опосередковано, контролюючи пропозицію грошей на грошовому ринку, на більш реалістичну історію про те, що центральний банк безпосередньо визначає облікову ставку як екзогенну змінну.

## Формування
Точка перетину графіків IS та LM відображає короткострокову рівновагу в реальному та грошовому секторах (хоча не обов'язково в інших секторах, таких як ринок праці): і ринок товарів, і грошовий ринок перебувають у рівновазі. Ця рівновага дає унікальну комбінацію процентної ставки та реального ВВП.

### Крива IS (інвестиції-заощадження)
Крива IS відображає рівновагу на ринку капіталу та кейнсіанську перехресну діаграму.
Крива IS показує причинно-наслідковий зв'язок між процентними ставками, запланованими інвестиціями, національним доходом та обсягом виробництва.
Для кривої "інвестиції-заощадження" незалежною змінною є відсоткова ставка, а залежною - рівень доходу. Крива IS побудована як спадна з відсотковою ставкою r на вертикальній осі та ВВП (валовий внутрішній продукт: Y) на горизонтальній осі. Крива IS показує точку, в якій сукупні витрати (споживчі витрати + заплановані приватні інвестиції + державні закупівлі + чистий експорт) дорівнюють сукупному випуску (реальному доходу, Y, або ВВП).
Крива IS також відображає рівновагу, коли сукупні приватні інвестиції дорівнюють сукупним заощадженням, а заощадження дорівнюють споживчим заощадженням плюс державні заощадження (профіцит бюджету) плюс іноземні заощадження (позитивне сальдо торговельного балансу). Рівень реального ВВП (Y) визначається на цій лінії для кожної процентної ставки. Кожен рівень реальної відсоткової ставки генерує певний рівень інвестицій та видатків: нижчі відсоткові ставки стимулюють вищі інвестиції та більші видатки. Ефект мультиплікатора від збільшення інвестицій в основний капітал внаслідок нижчої відсоткової ставки збільшує реальний ВВП. Це пояснює низхідний нахил кривої IS. Таким чином, крива IS показує причинно-наслідковий зв'язок між процентними ставками, запланованими інвестиціями в основний капітал і зростанням національного доходу та обсягу виробництва.
Крива IS визначається рівнянням

C(Y-T(Y)) показує зростання споживчих витрат як функцію наявного доходу (доходу, Y, мінус податки, T(Y), які самі по собі позитивно залежать від доходу),
I(r) - інвестиції бізнесу, що зменшуються як функція реальної процентної ставки, G - державні видатки, а NX(Y) - чистий експорт (експорт мінус імпорт), що зменшується як функція доходу (зменшується, оскільки імпорт є зростаючою функцією доходу).

#### Крива LM(ліквідність-гроші)
Крива LM показує комбінації процентних ставок і рівнів реального доходу, за яких грошовий ринок перебуває в рівновазі. Вона показує, де попит на гроші дорівнює пропозиції грошей. Для кривої LM незалежною змінною є дохід, а залежною - процентна ставка.
На графіку рівноваги грошового ринку функція переваги ліквідності - це бажання тримати готівку. Функція переваги ліквідності є спадною (тобто бажання тримати готівку зростає зі зниженням відсоткової ставки). Два основні елементи визначають кількість необхідних залишків готівки:
-Трансакційний попит на гроші: сюди входить як (а) бажання тримати готівку для здійснення повсякденних операцій, так і (б) запобіжний захід (попит на гроші у випадку надзвичайних ситуацій). Трансакційний попит позитивно пов'язаний з реальним ВВП. Оскільки ВВП вважається екзогенною величиною для функції переваги ліквідності, зміни ВВП зміщують криву.
-Спекулятивний попит на гроші: це готовність тримати готівку замість цінних паперів як актив з метою інвестування. Спекулятивний попит обернено пропорційно залежить від відсоткової ставки. Зі зростанням відсоткової ставки зростає альтернативна вартість зберігання грошей замість інвестування в цінні папери. Отже, коли відсоткові ставки зростають, спекулятивний попит на гроші падає.
Пропозиція грошей визначається рішеннями центрального банку та готовністю комерційних банків надавати кредити. Пропозиція грошей фактично є абсолютно нееластичною по відношенню до номінальних процентних ставок. Таким чином, функція пропозиції грошей представляється вертикальною лінією - пропозиція грошей є константою, незалежною від відсоткової ставки, ВВП та інших факторів. Математично крива LM визначається рівнянням
M/P=L(i,Y), де пропозиція грошей представлена як реальна сума M/P (на відміну від номінальної суми M), де P - рівень цін, а L - реальний попит на гроші, який є певною функцією від процентної ставки та рівня реального доходу.
Зростання ВВП зміщує функцію переваги ліквідності вправо і, відповідно, збільшує відсоткову ставку. Таким чином, функція LM є позитивно нахиленою.

##### Зміни
Одна з гіпотез полягає в тому, що дефіцитні видатки уряду ("фіскальна політика") мають ефект, подібний до ефекту зниження норми заощаджень або збільшення приватних інвестицій в основний капітал, збільшуючи обсяг попиту на товари при кожній окремій процентній ставці. Збільшення дефіциту державного бюджету зміщує криву IS праворуч. Це підвищує рівноважну процентну ставку (з i1 до i2) та національний дохід (з Y1 до Y2), як показано на графіку вище. Рівноважний рівень національного доходу на графіку IS-LM називається сукупним попитом.
Кейнсіанці стверджують, що видатки можуть фактично "витіснити" (заохотити) приватні інвестиції в основний капітал через ефект акселератора, що сприяє довгостроковому зростанню. Крім того, якщо державний дефіцит витрачається на продуктивні державні інвестиції (наприклад, в інфраструктуру або охорону здоров'я), ці витрати безпосередньо і в кінцевому підсумку збільшують потенційний обсяг виробництва, хоча і не обов'язково більше (або менше), ніж могли б мати втрачені приватні інвестиції. Ступінь будь-якого витіснення залежить від форми кривої LM. Зсув кривої IS вздовж відносно плоскої кривої LM може суттєво збільшити обсяг виробництва при незначній зміні процентної ставки. З іншого боку, зсув кривої IS вправо вздовж вертикальної кривої LM призведе до підвищення процентних ставок, але не змінить обсяг виробництва (цей випадок являє собою "точку зору Казначейства").
Зсув кривої IS вправо також є результатом екзогенного збільшення інвестиційних витрат (тобто з інших причин, ніж процентна ставка або дохід), споживчих витрат та витрат на експорт з боку осіб за межами економіки, що моделюється, а також екзогенного зменшення витрат на імпорт. Таким чином, вони також підвищують як рівноважний дохід, так і рівноважну відсоткову ставку. Звичайно, зміни цих змінних у протилежному напрямку зміщують криву IS у протилежний бік.
Модель IS-LM також враховує роль монетарної політики. Якщо пропозиція грошей збільшується, це зміщує криву LM вниз або вправо, знижуючи процентні ставки і підвищуючи рівноважний національний дохід. Крім того, екзогенне зменшення попиту на ліквідність, можливо, через покращення технологій трансакцій, призводить до зміщення кривої LM вниз, а отже, до зростання доходу і зниження процентних ставок. Зміна цих змінних у протилежному напрямку зміщує криву LM у зворотному напрямку.

## Коментар
На величину інвестицій впливають:
- 1) рівень відсоткових ставок;
- 2) зростання національного доходу.

На величину відсоткових ставок впливають:
- 1) пропозиція грошей;
- 2) попит на гроші.

Взаємозв'язок цих факторів, їх вплив на національних дохід і забезпечення обсягу національного виробництва і допомагає зрозуміти модель IS-LM.
Ця модель сьогодні є найпоширенішою інтерпретацією теорії Кейнса. Вона трактується як модель, яка розкриває причини зміни доходу в короткотерміновий період при фіксованому рівні цін. Двома частинами моделі є крива IS і крива LM (ліквідні гроші).
Тільки в точці перетину кривих досягається рівновага між обома ринками.